# برسم
بَرسَم یا بَرِسمَن (اوستایی: 𐬠𐬀𐬭𐬆𐬯𐬨𐬀𐬥 = بَرِسمَن) عبارت از شاخه‌های بریده درختی که هر یک از آنها را در زبان پهلوی تاک و به پارسی تای گویند. از اوستا برمی‌آید که برسم باید از جنس رستنی‌ها باشد، مانند انار و گز (درخت) و هوم. شاخه‌ها معمولاً با کاردی به نام بَرسَمچین بریده می‌شود. در فرهنگ‌های پارسی آمده «برسم شاخه‌های باریک بی‌گره باشد به مقدار یک وجب که آن را از درخت هوم ببرند، و آن درختی است شبیه به گز (درخت) و اگر هوم نباشد، درخت گز والا درخت انار که با نیایش و باژ و زمزمه و با وسیلهٔ بَرسَمچین می‌برند.» گاهی در مراسم برسم‌های فلزی از برنج و نقره به جای گیاه به کار می‌برند. هر یک از تای‌های فلزی به بلندی نه بند انگشت و به قطر یک‌هشتم بند انگشت است. در اوستا شمارهٔ برسم‌ها از ۳ تا ۳۵ ذکر شده‌است. دور برسم‌ها را با بندی که از برگ الیاف خرما بافته‌اند، می‌بندند، نظیر کُشتی و کمربند زرتشتیان، این بند نیز کُشتی نامیده می‌شود.
مراسم بَرسَم یا مراسم بَرِسمَن مقصود از برسم گرفتن، دعا خواندن و سپاس به جای آوردن، نسبت به تنعم از نباتات است که مایهٔ تغذیهٔ انسان و چهارپا و وسیلهٔ جمال طبیعت است. در مراسم برسم، برسم را در آب زور می‌گذارند و از رطوبت به آن نیرو می‌دهند به خوبی یادآور باران و بالیدن رستنی‌ها و آبیاری محصول و بارآور ساختن زمین است. در قدیم پیش از غذا برسم به دست گرفته، دعا می‌خوانده‌اند و سپاس نعمت به جای می‌آوردند. در بخشهای مختلف اوستا از برسم یاد گردیده‌است.
گذشته از اوستا، به واسطه خبری از استرابون (۲۷ قبل از میلاد - ۱۴ پس از میلاد)، رسم «برسم گرفتن» نزد ایرانیان برآورد می‌شود. وی دربارهٔ یک آتشکده در کاپادوکیه (آسیای صغیر) می‌نویسد: «مغان درآنجا آتشی که هرگز خاموش نمی‌شود را نگهداری کرده و هر روز در آتشکده تقریباً یک ساعت در برابر آتش سرود می‌خوانند و یک بسته چوب در دست می‌گیرند و پرده‌ای تا به چانه آویخته که لب‌های آنان رامی‌پوشاند.» احتمالاً مقصود از بستهٔ چوب و پرده همان «برسم» و «پِنام» است.